# 業界ドラマシリーズ
『業界ドラマシリーズ』（ぎょうかいドラマシリーズ）は、1987年（昭和62年）4月6日から12月21日まで、フジテレビ系列の「月9枠」で放送された連続テレビドラマ群である。放送時間は毎週月曜21:00 - 21:54（日本標準時）。3クール分で全5作品。

## 概要
フジサンケイグループの各放送メディアやその関連企業を舞台として、その業界の舞台裏をリアルに描くとともに、フジテレビの番組やイベント出演者へのインタビューなど、情報コーナーの要素を織り込んだ作品も放送された。このシリーズをきっかけにして、他局にも『あなたもスターになりますか』『ヨーシいくぞ!』（共にTBS）、『恋はハイホー!』（日本テレビ）、『制作2部青春ドラマ班』（テレビ朝日）とテレビ業界、芸能界を舞台としたドラマが多数林立した（『あなスタ』と『ヨーシ』共に7～8％、『ハイホー』9.3％、『青春ドラマ班』5％　ビデオリサーチ・関東地方）結果的に視聴率はいずれも1桁で苦戦。本シリーズ自体もブームと視聴率にかげりが見えて来たことから、フジテレビ編成部は『荒野のテレビマン』を以って本シリーズの終了を宣言するに至った。
本シリーズ終了以降の｢月9｣の放送作品は、恋愛モノなどの「トレンディドラマ」、かつ放送期間が季節ごとの1クール（3か月=10回前後）の作品が主流となっていくが、本シリーズで放送された「業界ドラマ」は放送期間・放送話数ともに変則的なものだった。1クールで放送されたのは第2作『男が泣かない夜はない』のみであり、そのほかの作品は放送期間が2か月（全6 - 8話）程度の中編となった。
| 作品名                   | 放送期間 （1987年） | 話数 | 業界説明                                         | 脚本                         | 主演                |
| ------------------------ | ------------------- | ---- | ------------------------------------------------ | ---------------------------- | ------------------- |
| アナウンサーぷっつん物語 | 4月6日 - 5月11日    | 6    | フジテレビのアナウンサー                         | 畑嶺明                       | 岸本加世子 神田正輝 |
| 男が泣かない夜はない     | 5月18日 - 7月27日   | 11   | フジテレビの映像製作チーム                       | 木村智美 水谷龍二 土屋斗紀雄 | 三田村邦彦          |
| ラジオびんびん物語       | 8月3日 - 9月21日    | 8    | ニッポン放送のラジオ営業部門                     | 矢島正雄                     | 田原俊彦            |
| ギョーカイ君が行く!      | 10月5日 - 11月9日   | 6    | ポニーキャニオンレコードの歌手プロモーション活動 | 土屋斗紀雄                   | とんねるず          |
| 荒野のテレビマン         | 11月16日 - 12月21日 | 6    | フジテレビの番組企画担当                         | 扇澤延男                     | 東山紀之            |